# 유럽 의회 의장
유럽 의회 의장(영어: President of the European Parliament)은 유럽 연합의 입법 기관인 유럽 의회의 의사와 활동을 총괄하는 직책이다. 2022년 1월 18일부터 로베르타 메촐라가 의장을 맡고 있다.

## 의장의 역할
유럽 의회 의장은 유럽 의회의 의사 진행, 유럽 의회와 유럽 의회 의원에 관한 규칙이 적용되는 관련 조직의 모든 활동을 감독한다. 이러한 점에서 유럽 의회 의장의 역할은 각 나라의 의회 의장 역할과 같다. 유럽 의회 의장 밑에는 14명의 부의장을 두고 있는데 의사 진행 과정에서 의장이 공석인 경우에는 부의장이 권한대행 역할을 수행한다.
유럽 의회 의장은 유럽 의회 산하 사무국 회의의 진행도 맡고 있으며 유럽 의회의 재무, 유럽 의회의 관리에 관한 사항을 담당하고 있다. 또한 유럽 의회의 원내 범유럽 정당의 대표로서 유럽 의회 의장과 범유럽 정당 대표 간의 회의에서 의사 진행 역할을 수행한다.

## 유럽 연합에서의 지위
유럽 의회 의장은 모든 법률 문제와 대외 관계, 특히 국제 관계에서 유럽 의회를 대표한다. 유럽 이사회의 회동에서는 유럽 이사회의 방침에 대한 유럽 의회의 입장을 표명한다. 또한 유럽 의회 의장은 유럽 연합의 새로운 기본 조약에 관한 정부간 협의에 참석한다.
유럽 의회 의장의 서명은 유럽 연합의 예산과 공동 결정 절차가 적용되는 법령의 통과에 필요하다. 또한 유럽 의장은 이들 분야의 입법 절차에 관해서 유럽 연합 이사회 사이에서 조정위원회가 설치된 경우에 의사 진행을 담당한다.
대부분의 나라에서는 국가원수가 최상급 의전을 받게 되지만 유럽 연합에서는 유럽 의회가 최상위 기관으로 여겨진다. 이에 따라 유럽 의회 의장은 유럽 연합 회원국에서 높은 수준의 의전을 받게 된다.

## 선출
유럽 의회 의장의 임기는 2년 6개월이다. 유럽 의회 의장은 유럽 의회 의원들의 투표를 통해 선출되는데 의회의 임기 중에 2차례 실시된다. 1980년대에 있었던 유럽 국민당과 유럽 사회당 간의 협의에 따라 2개의 정당 사이에서 의장을 선출하도록 규정되어 있다.

## 역대 의장
| 임기                                                                   | 임기                                                | 의장                                                | 소속 정당(국내 정당)                                | 소속 정당(범유럽 정당)                              | 출신 국가                                           |
| 공동 의회 의장(1952년~1958년)                                          | 공동 의회 의장(1952년~1958년)                       | 공동 의회 의장(1952년~1958년)                       | 공동 의회 의장(1952년~1958년)                       | 공동 의회 의장(1952년~1958년)                       | 공동 의회 의장(1952년~1958년)                       |
| ---------------------------------------------------------------------- | --------------------------------------------------- | --------------------------------------------------- | --------------------------------------------------- | --------------------------------------------------- | --------------------------------------------------- |
| 1952년~1954년                                                          | 1952년~1954년                                       | 폴앙리 스파크                                       | 벨기에 사회당                                       | 유럽 사회당                                         | 벨기에                                              |
| 1954년                                                                 | 1954년                                              | 알치데 데 가스페리                                  | 기독교민주당                                        | 유럽 국민당                                         | 이탈리아                                            |
| 1954년~1956년                                                          | 1954년~1956년                                       | 주세페 펠라                                         | 기독교민주당                                        | 유럽 국민당                                         | 이탈리아                                            |
| 1956년~1958년                                                          | 1956년~1958년                                       | 한스 푸를러                                         | 독일 기독교민주연합                                 | 유럽 국민당                                         | 서독                                                |
| 의원 총회 의장(1958년~1962년)                                          |                                                     |                                                     |                                                     |                                                     |                                                     |
| 1958년~1960년                                                          | 1958년~1960년                                       | 로베르 쉬망                                         | 대중공화운동                                        | 유럽 국민당                                         | 프랑스                                              |
| 1960년~1962년                                                          | 1960년~1962년                                       | 한스 푸를러                                         | 독일 기독교민주연합                                 | 유럽 국민당                                         | 서독                                                |
| 회원국의 의회에서 임명한 의원으로 구성된 유럽 의회 의장(1962년~1979년) |                                                     |                                                     |                                                     |                                                     |                                                     |
| 1962년~1964년                                                          | 1962년~1964년                                       | 가에타노 마르티노                                   | 이탈리아 자유당                                     | 유럽 자유 민주 동맹                                 | 이탈리아                                            |
| 1964년~1965년                                                          | 1964년~1965년                                       | 장 뒤비외사르                                       | 인문민주중도당                                      | 유럽 국민당                                         | 벨기에                                              |
| 1965년~1966년                                                          | 1965년~1966년                                       | 빅토르 레이만스                                     | 기독교민주당과 플람스                               | 유럽 국민당                                         | 벨기에                                              |
| 1966년~1969년                                                          | 1966년~1969년                                       | 알랭 포에르                                         | 대중공화운동                                        | 유럽 국민당                                         | 프랑스                                              |
| 1969년~1971년                                                          | 1969년~1971년                                       | 마리오 셸바                                         | 기독교민주당                                        | 유럽 국민당                                         | 이탈리아                                            |
| 1971년~1973년                                                          | 1971년~1973년                                       | 발터 베렌트                                         | 독일 사회민주당                                     | 유럽 사회당                                         | 서독                                                |
| 1973년~1975년                                                          | 1973년~1975년                                       | 코르넬리스 베르크하우어르                           | 자유민주국민당                                      | 유럽 자유 민주 동맹                                 | 네덜란드                                            |
| 1975년~1977년                                                          | 1975년~1977년                                       | 조르주 스페날                                       | 사회당                                              | 유럽 사회당                                         | 프랑스                                              |
| 1977년~1979년                                                          | 1977년~1979년                                       | 에밀리오 콜롬보                                     | 기독교민주당                                        | 유럽 국민당                                         | 이탈리아                                            |
| 임기                                                                   | 직접 선거를 통해 선출된 유럽 의회 의장(1979년~현재) | 직접 선거를 통해 선출된 유럽 의회 의장(1979년~현재) | 직접 선거를 통해 선출된 유럽 의회 의장(1979년~현재) | 직접 선거를 통해 선출된 유럽 의회 의장(1979년~현재) | 직접 선거를 통해 선출된 유럽 의회 의장(1979년~현재) |
| 제1대 유럽 의회                                                        | 1979년 7월~1982년 1월                               | 시몬 베유                                           | 프랑스 민주연합                                     | 유럽 자유 민주 동맹                                 | 프랑스                                              |
| 제1대 유럽 의회                                                        | 1982년 1월~1984년 7월                               | 핏 당커르트                                         | 노동당                                              | 유럽 사회당                                         | 네덜란드                                            |
| 제2대 유럽 의회                                                        | 1984년 7월~1987년 1월                               | 피에르 플림팽                                       | 프랑스 민주연합/공화국연합                          | 유럽 국민당                                         | 프랑스                                              |
| 제2대 유럽 의회                                                        | 1987년 1월~1989년 7월                               | 헨리 플럼                                           | 보수당                                              | 유럽 민주주의자                                     | 영국                                                |
| 제3대 유럽 의회                                                        | 1989년 7월~1992년 1월                               | 엔리케 바론 크레스포                                | 스페인 사회노동당                                   | 유럽 사회당                                         | 스페인                                              |
| 제3대 유럽 의회                                                        | 1992년 1월~1994년 7월                               | 에곤 클렙슈                                         | 독일 기독교민주연합                                 | 유럽 국민당                                         | 독일                                                |
| 제4대 유럽 의회                                                        | 1994년 7월~1997년 1월                               | 클라우스 헨슈                                       | 독일 사회민주당                                     | 유럽 사회당                                         | 독일                                                |
| 제4대 유럽 의회                                                        | 1997년 1월~1999년 7월                               | 호세 마리아 힐로블레스                              | 국민당                                              | 유럽 국민당                                         | 스페인                                              |
| 제5대 유럽 의회                                                        | 1999년 7월~2002년 1월                               | 니콜 퐁텐                                           | 대중운동연합                                        | 유럽 국민당                                         | 프랑스                                              |
| 제5대 유럽 의회                                                        | 2002년 1월~2004년 7월                               | 팻 콕스                                             | 무소속                                              | 유럽 자유 민주 동맹                                 | 아일랜드                                            |
| 제6대 유럽 의회                                                        | 2004년 7월~2007년 1월                               | 주제프 보렐                                         | 스페인 사회노동당                                   | 유럽 사회당                                         | 스페인                                              |
| 제6대 유럽 의회                                                        | 2007년 1월~2009년 7월                               | 한스게르트 푀테링                                   | 독일 기독교민주연합                                 | 유럽 국민당                                         | 독일                                                |
| 제7대 유럽 의회                                                        | 2009년 7월~2012년 1월                               | 예지 부제크                                         | 시민 연단                                           | 유럽 국민당                                         | 폴란드                                              |
| 제7대 유럽 의회                                                        | 2012년 1월~2014년 7월                               | 마르틴 슐츠                                         | 독일 사회민주당                                     | 사회민주진보동맹                                    | 독일                                                |
| 제8대 유럽 의회                                                        | 2014년 7월~2017년 1월                               | 마르틴 슐츠                                         | 독일 사회민주당                                     | 사회민주진보동맹                                    | 독일                                                |
| 제8대 유럽 의회                                                        | 2017년 1월~2019년 7월                               | 안토니오 타야니                                     | 포르차 이탈리아                                     | 유럽 국민당                                         | 이탈리아                                            |
| 제9대 유럽 의회                                                        | 2019년 7월~2022년 1월                               | 다비드 사솔리                                       | 민주당                                              | 사회민주진보동맹                                    | 이탈리아                                            |
| 제9대 유럽 의회                                                        | 2022년 1월~                                         | 로베르타 메촐라                                     | 국민당                                              | 유럽 국민당 그룹                                    | 몰타                                                |

## 같이 보기
- 유럽 이사회 의장
- 유럽 연합 집행위원회 위원장
- 유럽 연합 이사회 의장국